# 롱퍼드 타운 FC

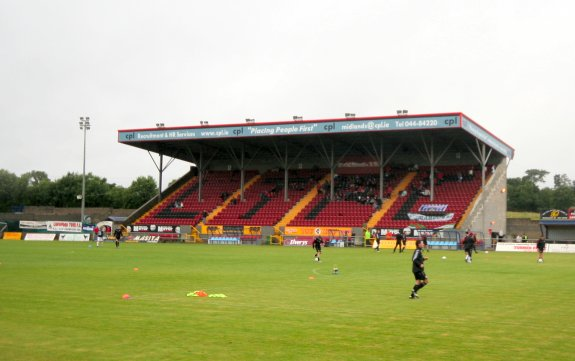

롱퍼드 타운 FC(Longford Town F.C.)는 아일랜드에 위치한 롱퍼드를 연고로 하는 축구팀이다. 이 팀은 1924년에 창단하였다.

## 선수 명단

### 현역
- 잭 브래디(2017 ~ 2018, 2023 ~ )
- 빅토르 세르데뉴크(2023 ~ )
- 바스티앙 에리(2023 ~ )